# سیارک ۱۴۳۳۸
سیارک ۱۴۳۳۸ (به انگلیسی: 14338 Shibakoukan، نامگذاری:1982VP3) چهارده هزار و سیصد و سی و هشتمین سیارک کشف شده‌است که در ۱۴ نوامبر ۱۹۸۲ کشف شد.
قدر مطلق سیارک برابر ۴۸.۹ است.